# Nafta

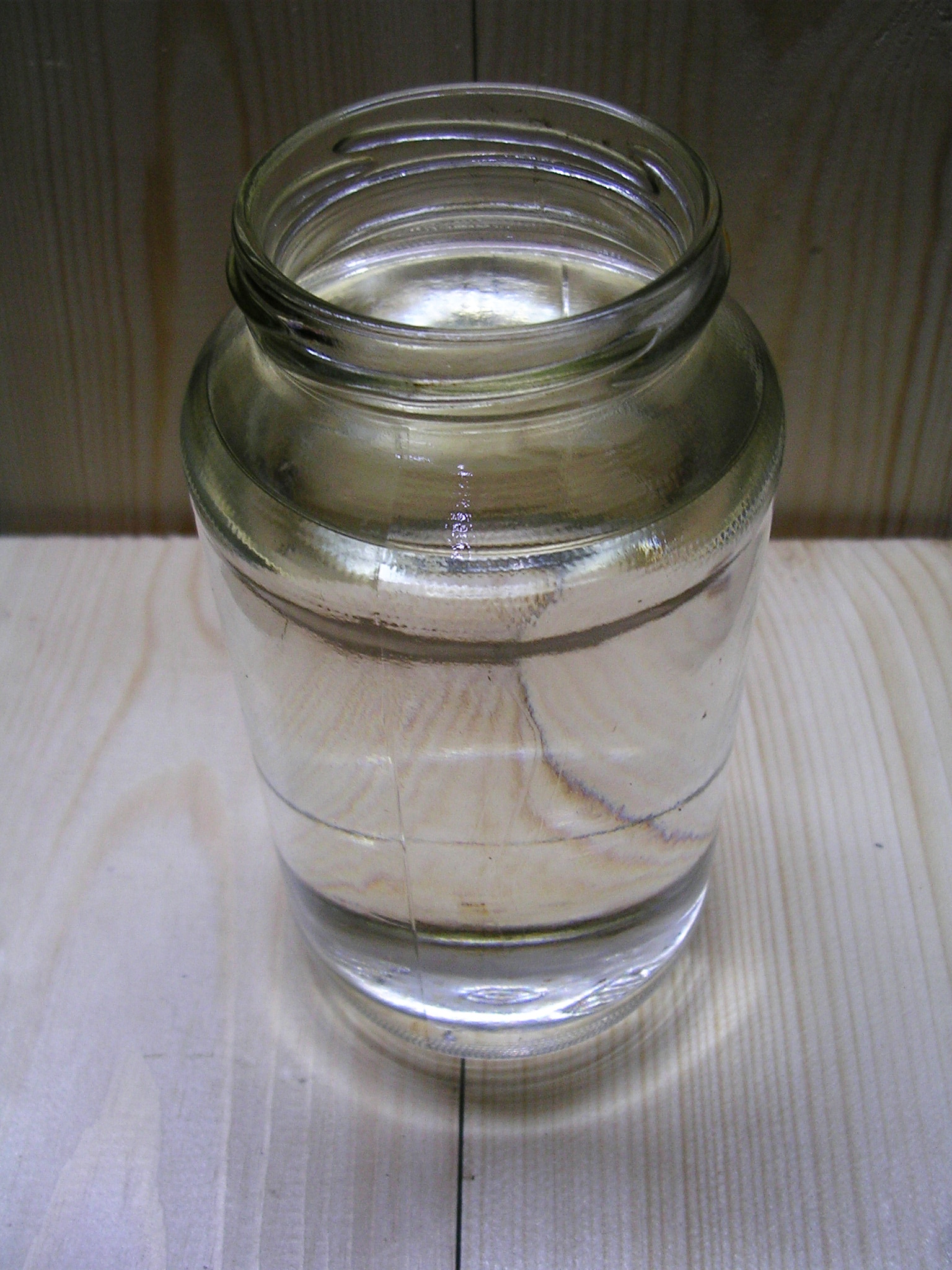
Słoik z naftą

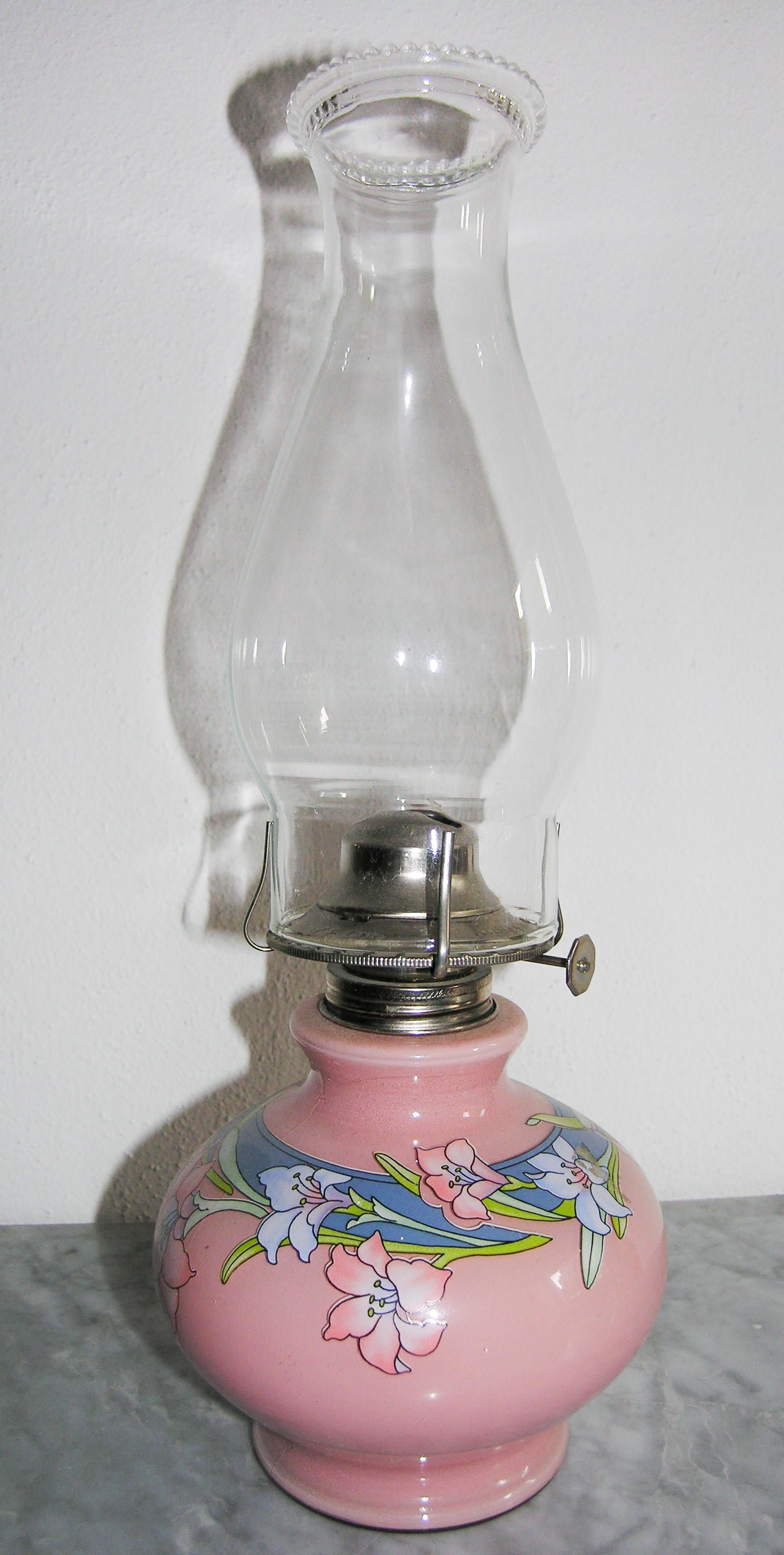
Lampa naftowa

Nafta (inaczej kerozyna) – ciekła frakcja ropy naftowej wrząca w granicach 170–250 °C, mająca gęstość 0,78–0,81 g/cm³. Żółtawa, palna ciecz o charakterystycznym zapachu, będąca mieszaniną węglowodorów, których cząsteczki zawierają 12–15 atomów węgla. Stosowana jako paliwo, rozpuszczalnik i do celów kosmetycznych.

## Historia
Nafta została po raz pierwszy wytworzona z naturalnego asfaltu przez Abrahama Gesnera. Z ropy naftowej jako pierwszy wyekstrahował ją i zbadał jej właściwości polski chemik Filip Walter. Nafta stała się towarem powszechnego użytku, gdy polski farmaceuta Ignacy Łukasiewicz skonstruował lampę naftową. Oświetlenie naftowe, obok oświetlenia gazowego, było głównym źródłem światła w budynkach aż do upowszechnienia się elektryczności.

## Zastosowanie współczesne
Produkcja nafty jest relatywnie tania, ponieważ powstaje ona praktycznie wyłącznie w procesie rektyfikacji ropy naftowej, bez dodatkowych procesów uszlachetniających, stosowanych przy produkcji innego rodzaju paliw. Jest częściowo przerabiana na benzynę i inne produkty w procesach krakingu i reformingu. 

### Paliwo silnikowe
Z uwagi na niską liczbę cetanową i liczbę oktanową, jest nieprzydatna do zasilania silników zarówno o zapłonie iskrowym (benzynowych), jak i samoczynnym (wysokoprężnych – Diesla), choć używano jej w, dziś już historycznych, silnikach średnioprężnych. 
Jest znacznie tańsza od benzyny i oleju napędowego, w związku z czym jest stosowana w dużych ilościach w lotnictwie jako paliwo (pod nazwą „kerozyna” lub „nafta lotnicza”) do silników odrzutowych, turboodrzutowych, turbowałowych, turbośmigłowych. 
Ponadto, po wysokiej rafinacji znalazła zastosowanie jako paliwo do silników rakietowych, znane jako RP-1.

### Paliwo do urządzeń grzewczych

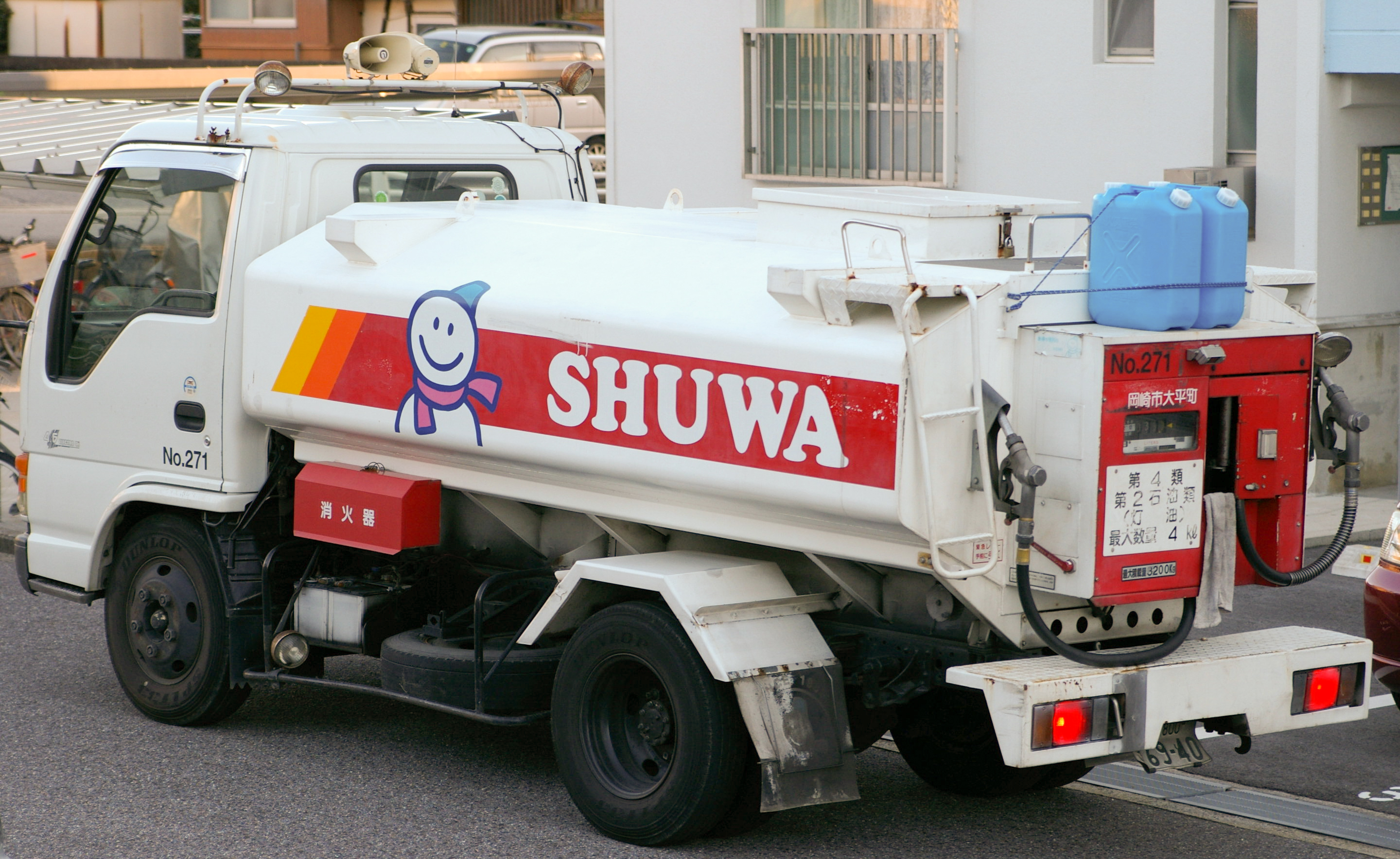
Cysterna dostarczająca naftę w Japonii

W niektórych krajach nafta stosowana jest jako paliwo do zasilania urządzeń grzewczych. Dostępna jest w tym celu na stacjach benzynowych lub dostarczana jest cysternami.